# Giuseppe Falcomatà
Giuseppe Falcomatà, né le 18 septembre 1983 à Reggio de Calabre, est un avocat et homme politique italien, membre du Parti démocrate. Il est maire de Reggio de Calabre depuis 2014.

## Biographie
Fils d'Italo Falcomatà, maire de Reggio de 1993 à 2001, il est avocat depuis 2010. Élu membre du conseil municipal de Reggio en 2011, il est élu maire de la ville le 26 octobre 2014 et investi officiellement trois jours plus tard. En juin 2016, la ville métropolitaine de Reggio de Calabre, qui remplace la province homonyme, est instituée et Giuseppe Falcomatà en devient le premier maire le 2 février 2017.
Réélu maire en octobre 2020, il est suspendu de ses deux fonctions à compter du 19 novembre 2021 à la suite de sa condamnation à un an de prison pour abus de pouvoir dans l'affaire de la gestion du palais Miramare, appartenant à la municipalité. Son adjoint Paolo Brunetti assure l'intérim à la tête de la ville. Le 25 octobre 2023, la Cour de cassation annule le jugement, ce qui permet à Falcomatà d'être réintégré dans ses fonctions de maire de la ville et de la ville métropolitaine.